# Drammens kommun
Drammens kommun (norska: Drammen kommune) är en kommun i Buskerud fylke i Norge. Kommunen har 101 638 invånare (2. kvartal 2020) och är Norges tionde största sett till invånarantalet (2013). Den ingår i Drammenregionen. Kommunens centralort är staden Drammen. Kommunen är belägen vid Drammensälvens utlopp i Drammensfjorden.  

## Administrativ historik
De gamla lastningsplatserna (norska: ladested) Bragernes och Strømsø slogs samman till kjøpstaden Drammen år 1811. 
Drammens kommun upprättades den 1 januari 1838 (som Drammen formannskapsdistrikt) när Formannskapslovene från 1837 trädde i kraft. 
Mellan 1870 och 1961 genomfördes ett antal gränsregleringar med grannkommuner:
- 1 januari 1870: bebott område (2 135 invånare) från Liers kommun
- 1 januari 1870: bebott område (1 363 invånare) från Skogers kommun
- 1 juli 1951: bebott område (2 719 invånare) från Liers kommun
- 1 januari 1961 : bebott område (49 invånare) från Liers kommun

Den 1 januari 1964 gick Skogers kommun upp i Drammens kommun. Kommunen ökade då från 31 478 invånare före sammanslagningen till 46 150 invånare efter. Den tidigare kommunen Skogers område fördes samtidigt över från Vestfold fylke till Buskerud fylke.
Den 1 januari 2020 gick kommunerna Svelvik och Nedre Eiker upp i Drammens kommun.

### Vapen för tidigare kommuner inom den nuvarande kommunen

Nedre Eikers kommun (1970–2019)
Svelviks kommun (1964–2019)

## Tätorter
I Drammens kommun finns fyra tätorter:
- Berger (del av)
- Drammen (centralort, del av)
- Nesbygda
- Svelvik (del av)

Orterna Konnerud och Skoger har tidigare räknats som egna tätorter men räknas numera som en del av tätorten Drammen.

## Socknar
Inom Norska kyrkan är Drammens kommun indelad i tio socknar:
- Austad Fjells socken
- Bragernes socken
- Konneruds socken
- Mjøndalens socken
- Nedre Eikers socken
- Skogers socken
- Strømsgodsets socken
- Svelviks socken
- Tangen og Strømsø socken
- Åssidens socken

Socknarna ingår i Drammens prosteri i Tunsbergs stift.